# Toyota 88C-V
Toyota 88C-V é um carro de corrida, introduzida pela Toyota em 1988, a qual tem a velocidade máxima de 375 km / h, aceleração de 0-100 km / h em 3,8 segundos, 809cv, 8000rpm e pesa 850 kg. Ele é o sucessor do Toyota 88C e o predecessor do Toyota 89C-V. Como outros  esportes protótipos da Toyota na época, ele foi projetado e construído pela Dome Co. Ltd. O carro foi um novo projeto, desenvolvido em torno do motor R32V 3,2 L (200 cu in)V8 twinturbo, que substituiu o 88C padrão  turbo Inline-4. O 88C-V competiu no campeonato da All Japan Sports Prototype Championship.

## História

### All Japan Sports Prototype Championship.
O 88C-V fez sua estréia  em 1988 no Fuji 500 milhas com um único carro  com os pilotos Geoff Lees, Masanori Sekiya e Keiichi Suzuki, mas não foi capaz de terminar a corrida devido a problemas mecânicos.

### World Sports-Prototype Championship
Dois 88C-Vs participaram da prova no Japão do campeonato da World Sports-Prototype Championship. Os 1000 km de Fuji permitiu que Toyota tivesse outra chance de competir contra os concorrentes europeus desde Le Mans. Os dois carros foram capazes de terminar, mas foram os últimos carros classificados.